# اتفاقية الحياد السوفيتية اليابانية

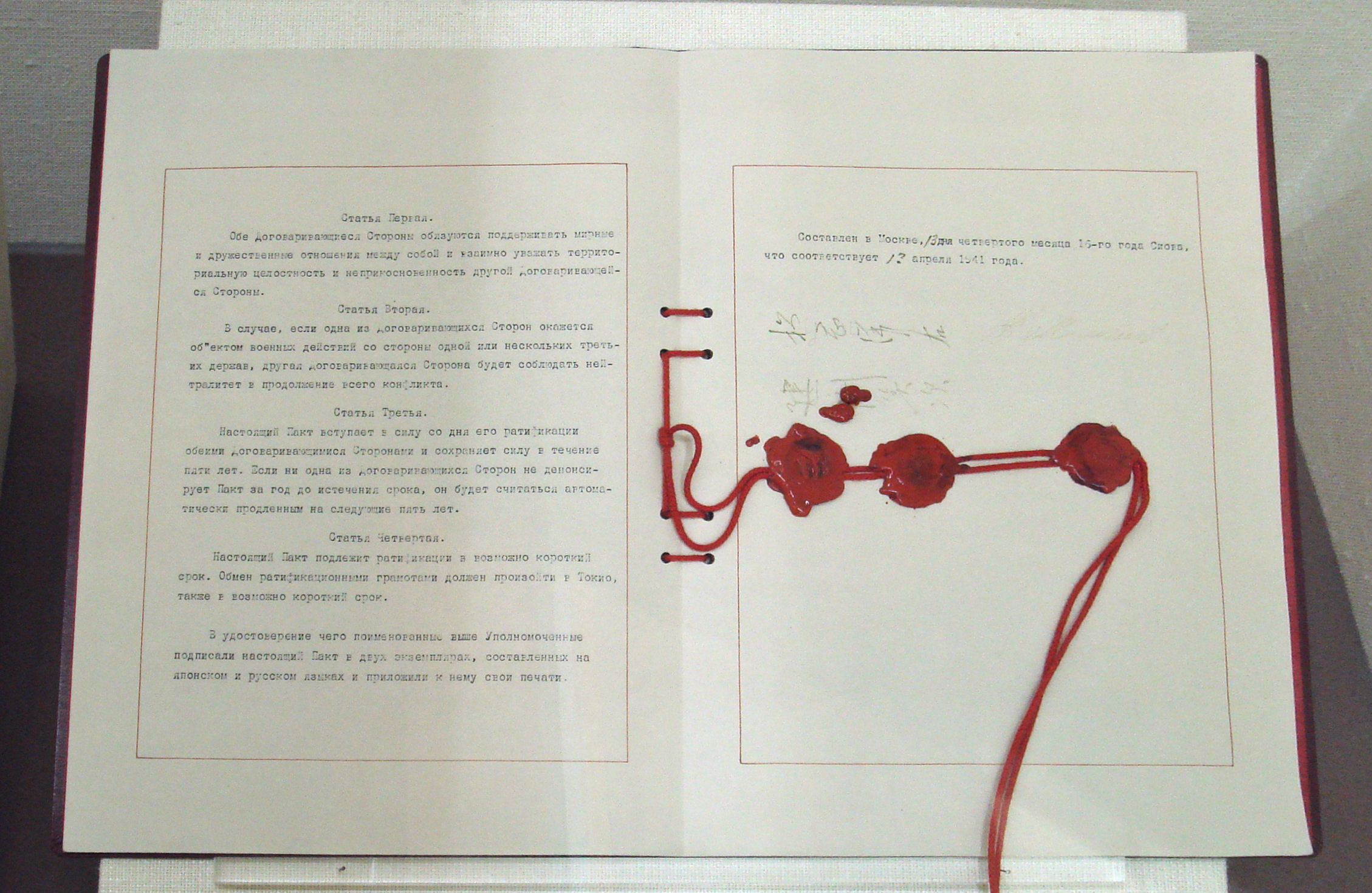
نص الاتفاقية باللغة الروسية، والتي تم توقيعها بتاريخ 13 أبريل 1941

اتفاقية الحياد السوفيتية اليابانية (باليابانية: 日ソ中立条約) (بالروسية: Пакт о нейтралитете между СССР и Японией)، هي اتفاقية رسمية وقعها الاتحاد السوفيتي وويومإمبراطورية اليابان يوم 13 أبريل 1941، وتنص على الحياد أثناء النزاع الدولي. وجاءت هذه الاتفاقية بعد خسارة اليابان أمام السوفييت في أحد الصحاري المنغولية سنة 1939.